# Drăghești (okręg Mehedinți)
Drăghești – wieś w Rumunii, w okręgu Mehedinți, w gminie Isverna. W 2011 roku liczyła 206 mieszkańców.